# Municipio de Barnes (Kansas)
El municipio de Barnes (en inglés: Barnes Township) es un municipio ubicado en el condado de Washington en el estado estadounidense de Kansas. En el año 2010 tenía una población de 212 habitantes y una densidad poblacional de 2,28 personas por km².

## Geografía
El municipio de Barnes se encuentra ubicado en las coordenadas 39°41′49″N 96°51′45″O / 39.69694, -96.86250. Según la Oficina del Censo de los Estados Unidos, el municipio tiene una superficie total de 93.05 km², de la cual 92,87 km² corresponden a tierra firme y (0,19 %) 0,18 km² es agua.

## Demografía
Según el censo de 2010, había 212 personas residiendo en el municipio de Barnes. La densidad de población era de 2,28 hab./km². De los 212 habitantes, el municipio de Barnes estaba compuesto por el 96,23 % blancos, el 0,94 % eran amerindios, el 2,83 % eran de otras razas. Del total de la población el 5,66 % eran hispanos o latinos de cualquier raza.